# П'ять днів
«П'ять днів» (італ. Le cinque giornate) — італійська драматична комедія Даріо Ардженто, з Адріано Челентано і Енцо Черузіко у головних ролях. Фільм було випущено 20 грудня 1973 року.

## Сюжет
Дія фільму відбувається в 19 столітті (1848 рік) під час боротьби патріотичних сил Італії проти австрійського панування. Випадковий снаряд пробиває стіну в'язниці, якою встигає скористатися злодій і бандит Кайнаццо (Адріано Челентано). Поки він сидів у в'язниці, Італія перетворилася на полігон для політичних чвар і баталій. Нічого не розуміючи в політиці, на яку йому глибоко начхати, Кайнаццо влипає в цілу серію смішних, але часто страшних пригод разом з пекарем Ромоло (Енцо Черузіко) з Риму, чия пекарня була зруйнована снарядом. Сатира, фарс, вдалі знахідки, імпонуючий цинізм і ексцентрика наповнюють картину Даріо Ардженто. Дуже забавні діалоги про роль народу при розподілі влади між політиканами і вождями всіх мастей, що рвуться керувати цим народом. «Нас надули», — ось останній крик Кайнаццо прямо в камеру.

## У ролях
- Адріано Челентано — Кайнаццо
- Енцо Черузіко — Ромоло Марчеллі
- Марілу Толо — графиня
- Луїза Де Сантіс — вагітна жінка
- Глауко Онорато — Дзампіно
- Карла Тато — вдова
- Серджо Граціані — барон Транцунто

## Знімальна група
- Режисер — Даріо Ардженто;
- Оператор — Луїджі Кувейллер;
- Сценарій — Даріо Ардженто, Луїджи Коцці;
- Композитор — Джорджо Гасліні;
- Продюсери — Клаудіо Ардженто, Сальваторе Ардженто.